# Violettgumpad solfågel
Violettgumpad solfågel (Leptocoma zeylonica) är en fågel i familjen solfåglar inom ordningen tättingar.

## Utseende och läten
Violettgumpad solfågel är en liten (10 cm) medlem av familjen. Hanen har gnistrande grön hjässa, gul undersida med gråvita flanker, violett strupe och övergump och rödbrunt på mantel, huvudsidor och i ett smalt bröstband. Honan har gråvit strupe, gult bröst, vitaktiga flanker och rostbrunt på vingen. Bland lätena hörs ljusa "ptsee-ptsee" och ett metalliskt "chit".

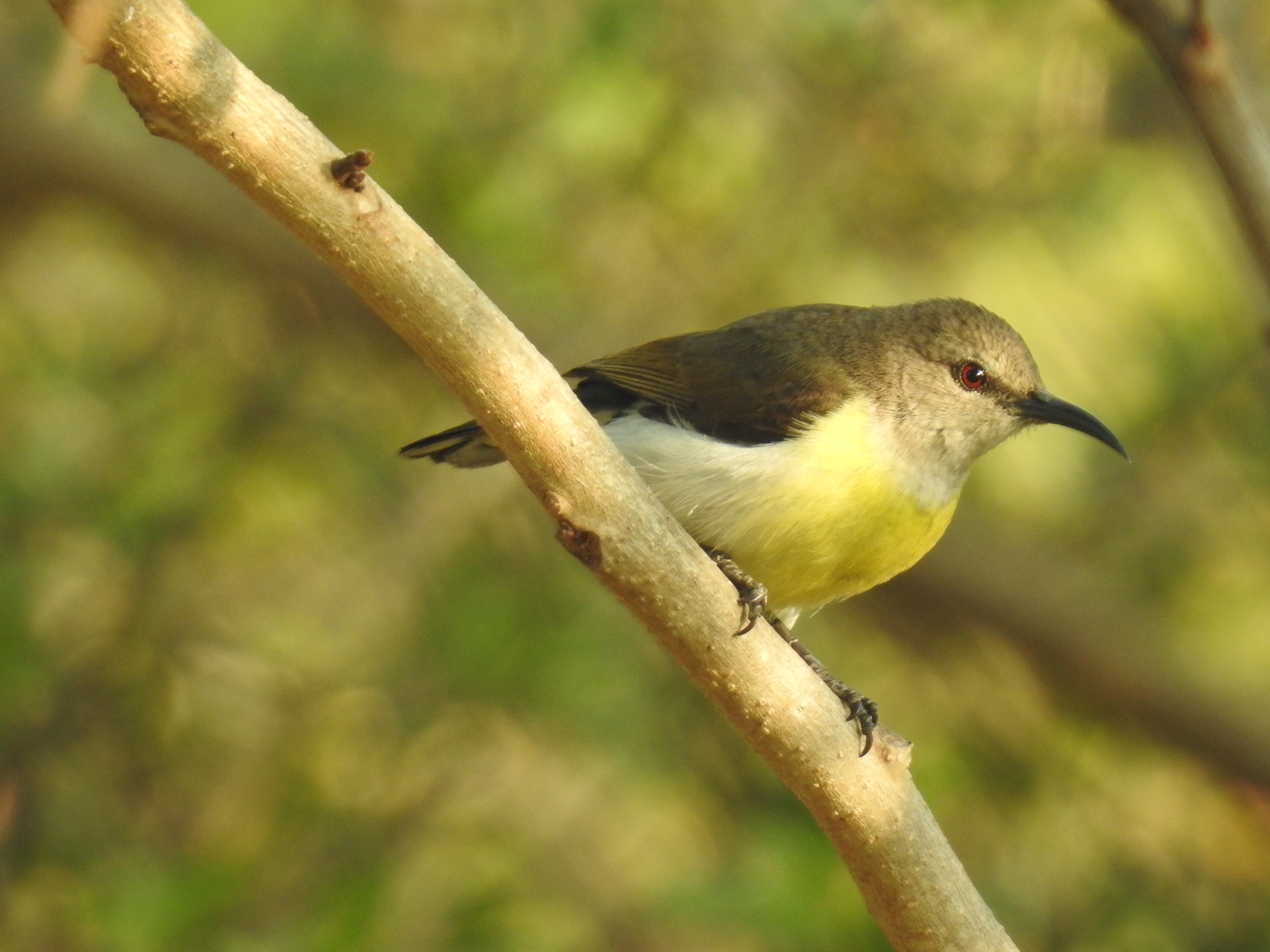
Hona i Bangalore.

Liknande ghatssolfågeln är mindre, med tunnare näbb. Hanen är snarare karmosinröd på manteln och bröstbandet, det senare dessutom bredare. Honan har karmosinröd övergump och helgul undersida.

## Utbredning och systematik
Violettgumpad solfågel delas upp i två underarter med följande utbredning:
- Leptocoma zeylonica zeylonica – Sri Lanka
- Leptocoma zeylonica flaviventris – Indiska halvön, Bangladesh och västra Myanmar

## Status och hot
Arten har ett stort utbredningsområde, men tros minska i antal, dock inte tillräckligt kraftigt för att den ska betraktas som hotad. Internationella naturvårdsunionen IUCN listar arten som livskraftig (LC).